# Rionegro (Antioquia)
Rionegro est une municipalité de Colombie dans le département d'Antioquia. Son nom officiel est Ciudad Santiago de Arma de Rionegro.

## Personnalités liées à la municipalité
- Baldomero Sanín Cano (1861-1957) : essayiste, journaliste, linguiste et professeur d'université né à Rionegro.
- Pablo Escobar (1949-1993) : célèbre narcotrafiquant né à Rionegro.
- Sergio Henao (1987-) : coureur cycliste né à Rionegro.
- Hernán Darío Muñoz (1973-) : coureur cycliste né à Rionegro.